# Marcos (ur. 1943)
Marcos, właśc. Marcos Pereira Martins (ur. 1 kwietnia 1943 w Santosie) – brazylijski piłkarz, występujący na pozycji napastnika.

## Kariera klubowa
Karierę piłkarską Marcos rozpoczął w klubie Jabaquara Santos w 1958 roku. W latach 1963–1979 Marcos występował w Corinthians Paulista. W barwach Corinthians wystąpił w 186 spotkaniach i 29 bramek. W latach 1970–1972 występował w Argentynie w Newell’s Old Boys Rosario i CA Huracán. W 1973 roku występował w Santosie FC. Z Santos zdobył mistrzostwo stanu São Paulo – Campeonato Paulista. Potem występował jeszcze w Bangu AC i Portuguesie São Paulo.

## Kariera reprezentacyjna
W reprezentacji Brazylii Marcos zadebiutował 21 kwietnia 1963 w przegranym 0-1 towarzyskim meczu z reprezentacją Portugalii. Ostatni raz w reprezentacji Marcos wystąpił 21 listopada 1965 w wygranym 5-3 towarzyskim meczu z reprezentacją Węgier. Ogółem w reprezentacji wystąpił 7 razy i strzelił 1 bramkę.